# Bavli
Bavli (oroszul: Бавлы, tatár nyelven Баулы) város Oroszországban, Tatárföldön, a Bavli járás székhelye. 
Népessége: 22 109 fő (a 2010. évi népszámláláskor).

## Elhelyezkedése
Kazanytól 369 km-re délkeletre, a Bugulma-belebeji-hátságon, a Bavli (az Ik mellékfolyója) partján helyezkedik el, a baskír határ közelében. A legközelebbi vasútállomás 35 km-re északnyugatra, Bugulmában van, az Uljanovszk–Ufa vonalon. A városon át vezet az R239-es Kazany–Almetyjevszk–Orenburg főút.

## Története
A települést 1755-ben alapították, 1950-ben városi jellegű településsé nyilvánították. Bavli körzetében 1946-ban jelentős olajmezőt fedeztek fel. 
Miután itt és a térségben feltárt olajmezőkön az 1950-es években elkezdődött az olajbányászat, a település gyors fejlődésnek indult. 1997-ben kapott városi rangot.